# Nits
Die Nits (bis 1988: The Nits, der Artikel wurde offiziell abgelegt) sind eine Popband aus Amsterdam.
Die Nits begannen 1974 als Gitarren-Pop-Band, wandten sich bald dem New Wave zu und kultivieren seitdem einen exzentrischen Stil, der Einflüsse von Minimal Music, Jazz und Independent Pop aufnimmt. Der Name („Läuseeier, Nissen“) gilt als Anspielung auf einen anderen Bandnamen mit Insektenbezug, den der Beatles.

## Geschichte
Die Band wurde 1974 von Henk Hofstede, Michiel Peters, Alex Roelofs und Rob Kloet in Amsterdam gegründet. Bald wandten sie sich dem New Wave zu, spielten 1978 ihre erste Platte ein und beschlossen 1980, Profimusiker zu werden.
In ihrer Frühzeit ließ sich die Musik der Nits mit dem New-Wave-Pop der Talking Heads oder der frühen XTC vergleichen. Henk Hofstede und Michiel Peters profilierten sich als eigenständige Songwriter, wobei insbesondere Hofstede bisweilen zu bizarren Experimenten neigte. Das Debüt The Nits sieht die Band als nicht eigenständig und nicht gelungen an; bis heute ist es nicht offiziell als CD veröffentlicht worden.
Mit den folgenden Alben Tent, New Flat und Work bildeten die Nits einen individuellen Stil heraus, der auch Einflüsse von Kraftwerk, den Beatles und klassischer Avantgarde verarbeitet. Hofstede fand seine persönliche Stimme; sein Timbre wird häufig mit John Lennon und dem jungen Elvis Costello verglichen.
Mit dem Album Omsk und dem Einstieg von Robert Jan Stips gelang ihnen ein entscheidender Durchbruch zu einem eigenständigen Klang. Auffallend ist der wachsende Einfluss bildender Kunst, sowohl in den Texten als auch in der Anlage mancher Songs. Manche Songs (Jardin d'Hiver) werden gleichsam zum Stillstand gebracht und wirken wie Klangskulpturen. Die Klangpalette wurde durch das ausgefeilte Sound-Design von Robert Jan Stips erweitert. Stips vermeidet konventionelle Synthesizer-Routine zugunsten impressionistischer klanglicher Ausgestaltung der Musik. Von diesem Album stammt auch der in den heimatlichen Niederlanden größte Single-Erfolg mit Nescio, das Platz 8 der Charts erreichen konnte.

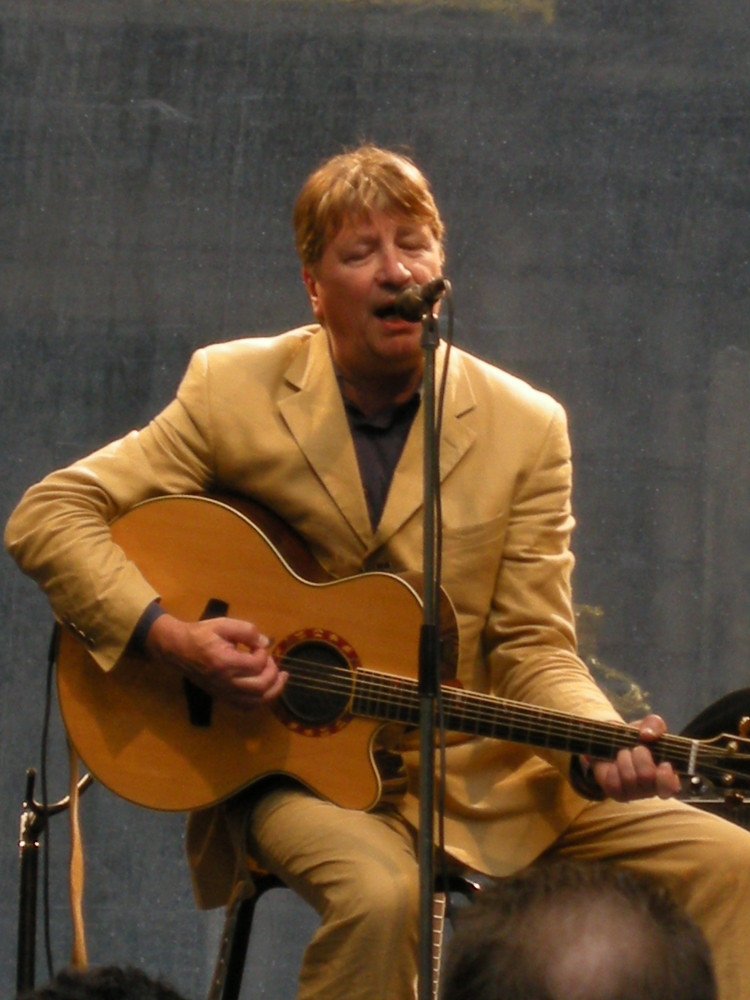
Henk Hofstede

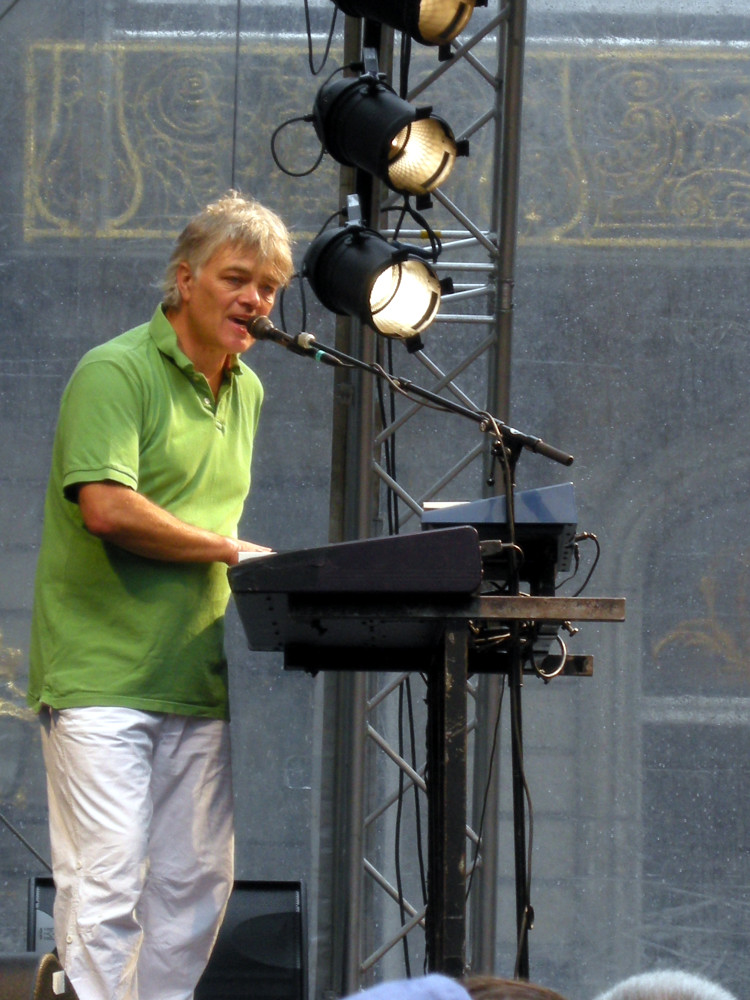
Robert Jan Stips

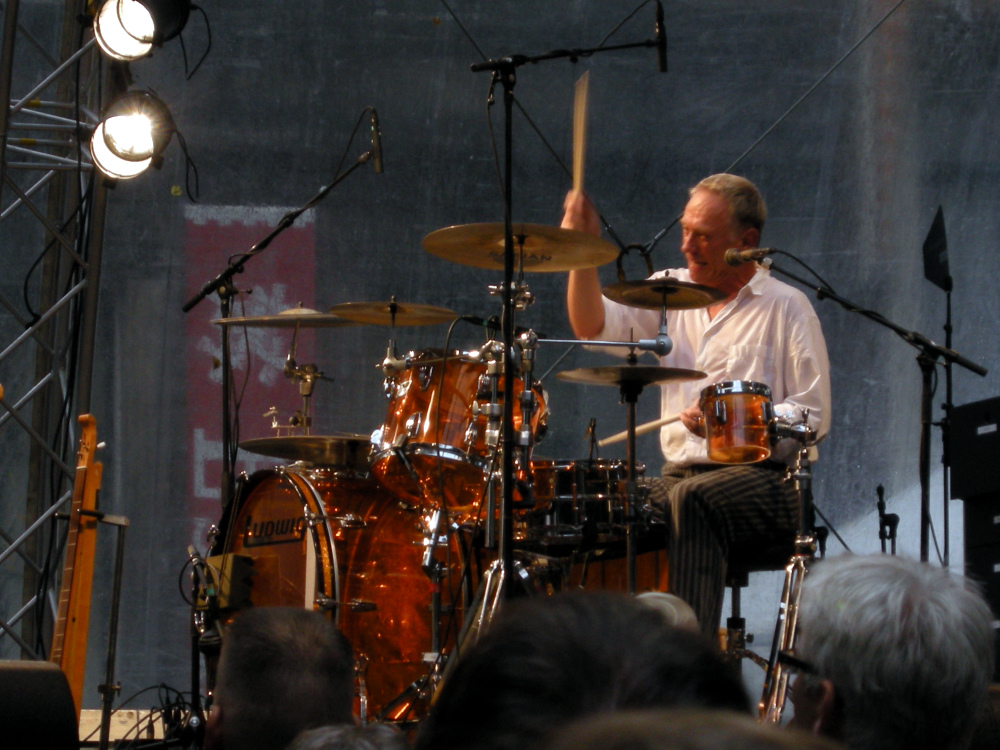
Rob Kloet

Nach dem Album Adieu Sweet Bahnhof stieg Michiel Peters aus und arbeitete fortan als Buchhalter. Hofstede war von nun an – von wenigen Beiträgen von Stips abgesehen – der hauptsächliche Ideengeber der Songs, auch wenn die Credits ab diesem Zeitpunkt zumeist "Hofstede/Stips/Kloet" als Urheber ausweisen.
Das Album In the Dutch Mountains (deutsch In den niederländischen Bergen) wurde ihr erfolgreichstes Studioalbum. Ob mit dem schwermütigen Titelsong, der 1987 europaweit ein Hit wurde, das Heuvelland, die einzige Mittelgebirgsregion der Niederlande gemeint ist, ist unbekannt. Dazu trug auch das originelle, surrealistische Video bei, das die Band, sämtlich ausgebildete Künstler, selbst gedreht hatte. Die anschließende Tournee führte die Nits bis nach Russland. Sie wurde auf dem Doppelalbum Urk dokumentiert, das 2006 mit einer zusätzlichen Live-DVD von einem Amsterdamer Konzert wiederveröffentlicht wurde.
Giant Normal Dwarf, in Triobesetzung eingespielt, zeichnete sich durch märchenhaft-surrealistische Texte und exzentrische Songs aus. Die Platte war als klingendes Märchenbuch für Hofstedes damals neugeborene Tochter gedacht. Hofstede und seine Lebensgefährtin, die Künstlerin Riemke Kuipers, gestalteten dazu ein aufwendiges Booklet.
Ting zeichnete sich durch eine kammermusikalische Besetzung mit zwei Klavieren und Percussion aus. Auffälliges Klangelement sind die klingenden Steine des Schweizer Bildhauers Artur Schneiter, die auf mehreren Liedern zum Einsatz kommen. Nach der Ting-Tour ergriffen die Nits die Möglichkeit, mit einem Sinfonieorchester zu arbeiten. Stips komponierte Hjuvi für Nits und Orchester, das dreimal aufgeführt und als CD veröffentlicht wurde. Auf Hjuvi findet man Einflüsse von Minimal Music, György Ligeti, Edgar Varèse und George Gershwin.
dA dA dA bedeutete eine Rückkehr zu kompakteren Popsongs. Nach dieser Platte stieg Robert Jan Stips aus der Band aus, um eine Solokarriere zu verfolgen. Mit wechselnden Musikern führten Hofstede und Kloet die Band fort und spielten die Alben Alankomaat (das finnische Wort für „Niederlande“, mit Unterstützung der samischen Volksmusikgruppe Angelit) und Wool ein. Für letzteres verließen die Nits ihre langjährige Plattenfirma Sony Music (früher CBS) und veröffentlichten ihre folgenden Alben bei dem kleinen Label Play It Again Sam.
Zwischen 2002 und 2011 gastierte Henk Hofstede auf drei Alben des Schweizer Pianisten/Komponisten Simon Ho: Before Sleep (2002), If (2005, auch mit Michiel Peters), Normal Sunday - live (2006) und Spoon River Anthology (2011, mit der Gesamtbesetzung der Wool-Zeit). Auf all diesen außer Before Sleep gastieren auch die drei Sängerinnen von Värttinä aus Finnland. Hofstede gibt außerdem regelmäßig Solo-Alben heraus.
Robert Jan Stips kehrte 2004 zur CD 1974 zur Band zurück. Im Herbst 2005 veröffentlichten die Nits das 19. Studioalbum Les Nuits. In einer Songtrilogie wird auf dem Album der Mord an dem Regisseur Theo van Gogh behandelt. Im Dezember 2006 tourte die Band mit Uriah Heep, eine Kombination, die von den Fans gleichermaßen befremdet wie interessiert zur Kenntnis genommen wurde.
Doing The Dishes, ihr 20. Album, erschien im Januar 2008. Die Rückkehr zu Sony Music und die zugänglichen, gutgelaunten Songs brachten den Nits nach langer Zeit wieder mehr Medienpräsenz, was sich in positiven Kritiken, stärkerem Publikumsinteresse und letztlich sogar einer kurzzeitigen Platzierung in den niederländischen Top Ten niederschlug. Im Oktober 2009 veröffentlichten die Nits das Album Strawberry Wood.
Das Album Malpensa (2012) entstand nicht nur im eigenen Studio De Werf, sondern neben dem Piemonter Castel Burio auch im Utrechter Kytopia in Zusammenarbeit mit dessen Eigner, dem Hip-Hop-Musiker Colin Benders alias Kyteman.
Im Spätherbst 2019 erschien Knot als Resultat einer dreitägigen, zwanzigstündigen Improvisation.

## Diskografie

### Studioalben
| Jahr     | Titel                  | Höchstplatzierung, Gesamtwochen, AuszeichnungChartplatzierungen (Jahr, Titel, Platzierungen, Wochen, Auszeichnungen, Anmerkungen) | Höchstplatzierung, Gesamtwochen, AuszeichnungChartplatzierungen (Jahr, Titel, Platzierungen, Wochen, Auszeichnungen, Anmerkungen) | Höchstplatzierung, Gesamtwochen, AuszeichnungChartplatzierungen (Jahr, Titel, Platzierungen, Wochen, Auszeichnungen, Anmerkungen) | Höchstplatzierung, Gesamtwochen, AuszeichnungChartplatzierungen (Jahr, Titel, Platzierungen, Wochen, Auszeichnungen, Anmerkungen) | Anmerkungen                                     |
| Jahr     | Titel                  | DE | AT | CH | NL | Anmerkungen                                     |
| -------- | ---------------------- | --- | --- | --- | --- | ----------------------------------------------- |
| The Nits |                        | | | | |                                                 |
|          |                        | | | | |                                                 |
| 1979     | Tent                   | — | — | — | NL35 (3 Wo.)NL |                                                 |
| 1981     | Work                   | — | — | — | NL41 (2 Wo.)NL |                                                 |
| 1983     | Omsk                   | — | — | — | NL8 (29 Wo.)NL |                                                 |
| 1984     | Adieu Sweet Bahnhof    | — | — | — | NL33 (3 Wo.)NL |                                                 |
| 1986     | Henk                   | — | — | — | NL55 (2 Wo.)NL | CD-Release im Doppelpack mit Kilo als Henk/Kilo |
| 1987     | In the Dutch Mountains | DE45 (5 Wo.)DE | AT4 (12 Wo.)AT | CH22 (6 Wo.)CH | NL8 Gold · (22 Wo.)NL |                                                 |
| Nits     |                        | | | | |                                                 |
|          |                        | | | | |                                                 |
| 1990     | Giant Normal Dwarf     | — | — | — | NL24 (9 Wo.)NL |                                                 |
| 1992     | Ting                   | — | — | — | NL22 (10 Wo.)NL |                                                 |
| 1994     | Da Da Da               | — | — | CH23 (6 Wo.)CH | NL39 (7 Wo.)NL |                                                 |
| 1998     | Alankomaat             | — | — | — | NL45 (5 Wo.)NL |                                                 |
| 2003     | 1974                   | — | — | — | NL95 (1 Wo.)NL |                                                 |
| 2005     | Les nuits              | — | — | — | NL63 (8 Wo.)NL |                                                 |
| 2008     | Doing the Dishes       | — | — | — | NL8 (9 Wo.)NL |                                                 |
| 2009     | Strawberry Wood        | — | — | — | NL11 (5 Wo.)NL |                                                 |
| 2012     | Malpensa               | — | — | — | NL45 (5 Wo.)NL |                                                 |
| 2017     | Angst                  | — | — | — | NL40 (1 Wo.)NL |                                                 |
| 2019     | Knot                   | — | — | — | NL97 (1 Wo.)NL |                                                 |

grau schraffiert: keine Chartdaten aus diesem Jahr verfügbar
Weitere Alben
- 1978: The Nits, nur 1000 Exemplare auf Vinyl
- 1980: New Flat
- 1992: Hjuvi
- 2000: Wool
- 2022: Neon

### Livealben
| Jahr | Titel                                    | Höchstplatzierung, Gesamtwochen, AuszeichnungChartplatzierungen (Jahr, Titel, Platzierungen, Wochen, Auszeichnungen, Anmerkungen) | Höchstplatzierung, Gesamtwochen, AuszeichnungChartplatzierungen (Jahr, Titel, Platzierungen, Wochen, Auszeichnungen, Anmerkungen) | Höchstplatzierung, Gesamtwochen, AuszeichnungChartplatzierungen (Jahr, Titel, Platzierungen, Wochen, Auszeichnungen, Anmerkungen) | Höchstplatzierung, Gesamtwochen, AuszeichnungChartplatzierungen (Jahr, Titel, Platzierungen, Wochen, Auszeichnungen, Anmerkungen) | Anmerkungen                                                                            |
| Jahr | Titel                                    | DE | AT | CH | NL | Anmerkungen                                                                            |
| ---- | ---------------------------------------- | --- | --- | --- | --- | -------------------------------------------------------------------------------------- |
| Nits |                                          | | | | |                                                                                        |
|      |                                          | | | | |                                                                                        |
| 1989 | Urk                                      | — | — | — | NL3 Platin · (27 Wo.)NL | Live-Dreifach-LP bzw. -Doppel-CD 2006 Wiederveröffentlichung mit zusätzlicher Live-DVD |
| 2015 | Hotel Europa – Live Recordings 1990–2014 | — | — | — | NL5 (4 Wo.)NL |                                                                                        |

### Kompilationen
| Jahr | Titel | Höchstplatzierung, Gesamtwochen, AuszeichnungChartplatzierungen (Jahr, Titel, Platzierungen, Wochen, Auszeichnungen, Anmerkungen) | Höchstplatzierung, Gesamtwochen, AuszeichnungChartplatzierungen (Jahr, Titel, Platzierungen, Wochen, Auszeichnungen, Anmerkungen) | Höchstplatzierung, Gesamtwochen, AuszeichnungChartplatzierungen (Jahr, Titel, Platzierungen, Wochen, Auszeichnungen, Anmerkungen) | Höchstplatzierung, Gesamtwochen, AuszeichnungChartplatzierungen (Jahr, Titel, Platzierungen, Wochen, Auszeichnungen, Anmerkungen) | Anmerkungen |
| Jahr | Titel | DE | AT | CH | NL | Anmerkungen |
| ---- | ----- | --- | --- | --- | --- | ----------- |
| Nits |       | | | | |             |
|      |       | | | | |             |
| 1996 | Nest  | — | — | — | NL37 (13 Wo.)NL |             |
| 2014 | Nits? | — | — | — | NL35 (1 Wo.)NL |             |

Weitere Kompilationen
- 1996: Quest (B-Seiten und andere Raritäten)
- 2000: Nits Hits
- 2001: Dubbelgoud (Label: Disky)
- 2004: Dreams – Best (Zeitraum: 1983–98, Label: Zounds)

### Kollaborationen
| Jahr | Titel             | Höchstplatzierung, Gesamtwochen, AuszeichnungChartplatzierungen (Jahr, Titel, Platzierungen, Wochen, Auszeichnungen, Anmerkungen) | Höchstplatzierung, Gesamtwochen, AuszeichnungChartplatzierungen (Jahr, Titel, Platzierungen, Wochen, Auszeichnungen, Anmerkungen) | Höchstplatzierung, Gesamtwochen, AuszeichnungChartplatzierungen (Jahr, Titel, Platzierungen, Wochen, Auszeichnungen, Anmerkungen) | Höchstplatzierung, Gesamtwochen, AuszeichnungChartplatzierungen (Jahr, Titel, Platzierungen, Wochen, Auszeichnungen, Anmerkungen) | Anmerkungen        |
| Jahr | Titel             | DE | AT | CH | NL | Anmerkungen        |
| ---- | ----------------- | --- | --- | --- | --- | ------------------ |
| Nits |                   | | | | |                    |
|      |                   | | | | |                    |
| 1995 | Dankzij de dijken | — | — | — | NL14 (15 Wo.)NL | mit Freek de Jonge |

Weitere Kollaborationen
- 2002: Before Sleep (mit Simon Ho)
- 2005: If (mit Simon Ho und Värttinä)
- 2006: Normal Sunday (mit Simon Ho und Värttinä)
- 2011: Spoon River (mit Simon Ho und Värttinä)

### EPs
| Jahr     | Titel | Höchstplatzierung, Gesamtwochen, AuszeichnungChartplatzierungen (Jahr, Titel, Platzierungen, Wochen, Auszeichnungen, Anmerkungen) | Höchstplatzierung, Gesamtwochen, AuszeichnungChartplatzierungen (Jahr, Titel, Platzierungen, Wochen, Auszeichnungen, Anmerkungen) | Höchstplatzierung, Gesamtwochen, AuszeichnungChartplatzierungen (Jahr, Titel, Platzierungen, Wochen, Auszeichnungen, Anmerkungen) | Höchstplatzierung, Gesamtwochen, AuszeichnungChartplatzierungen (Jahr, Titel, Platzierungen, Wochen, Auszeichnungen, Anmerkungen) | Anmerkungen                                     |
| Jahr     | Titel | DE | AT | CH | NL | Anmerkungen                                     |
| -------- | ----- | --- | --- | --- | --- | ----------------------------------------------- |
| The Nits |       | | | | |                                                 |
|          |       | | | | |                                                 |
| 1983     | Kilo  | — | — | — | NL16 (9 Wo.)NL | CD-Release im Doppelpack mit Henk als Henk/Kilo |
| 1988     | Hat   | — | — | — | NL15 Gold · (17 Wo.)NL |                                                 |

Weitere EPs
- 2024: Tree House Fire

### Singles
| Jahr     | Titel Album                        | Höchstplatzierung, Gesamtwochen, AuszeichnungChartplatzierungen (Jahr, Titel, Album, Platzierungen, Wochen, Auszeichnungen, Anmerkungen) | Höchstplatzierung, Gesamtwochen, AuszeichnungChartplatzierungen (Jahr, Titel, Album, Platzierungen, Wochen, Auszeichnungen, Anmerkungen) | Höchstplatzierung, Gesamtwochen, AuszeichnungChartplatzierungen (Jahr, Titel, Album, Platzierungen, Wochen, Auszeichnungen, Anmerkungen) | Anmerkungen |
| Jahr     | Titel Album                        | DE | AT | NL | Anmerkungen |
| -------- | ---------------------------------- | --- | --- | --- | ----------- |
| The Nits |                                    | | | |             |
|          |                                    | | | |             |
| 1980     | Tutti Ragazzi Tent                 | — | — | NL31 (3 Wo.)NL |             |
| 1982     | Red Tape Work                      | — | — | NL24 (4 Wo.)NL |             |
| 1983     | Nescio Omsk                        | — | — | NL8 (8 Wo.)NL |             |
| 1983     | Sketches Of Spain Kilo             | — | — | NL24 (4 Wo.)NL |             |
| 1987     | In the Dutch Mountains             | DE32 (14 Wo.)DE | AT3 (14 Wo.)AT | NL14 (8 Wo.)NL |             |
| 1988     | J.O.S. Days In the Dutch Mountains | — | — | NL23 (5 Wo.)NL |             |
| 1988     | The Dream Hat                      | — | — | NL26 (5 Wo.)NL |             |
| Nits     |                                    | | | |             |
|          |                                    | | | |             |
| 1989     | Adieu Sweet Bahnhof                | — | — | NL26 (5 Wo.)NL |             |
| 1992     | Soapbubble Box Ting                | — | — | NL37 (3 Wo.)NL |             |

## Videoalben
- 1989: Urk (Konzertmitschnitt)
- 1996: Vest (Kompilation der Single-Musikvideos)
- 2002: Songs from Wool, Live at De lichtfabriek (Konzertmitschnitt)
- 2004: 2004